# Lethal Weapons
"Lethal Weapons" (em português, "Máquinas Mortíferas") é o sétimo episódio da terceira temporada da série animada da FOX Uma Família da Pesada. É o trigésimo quinto episódio de toda a série a ser exibido, e foi ao ar originalmente nos Estados Unidos, em 22 de agosto de 2001. Michael Chiklis participa do episódio como um turista.

## Enredo
A paz de Quahog é destruída quando as folhas começam a mudar de cor (por causa do outono) e os turistas de Nova Iorque invadem a cidade.
Quando a família dirige até a igreja, as crianças começam a brigar. Stewie tenta controlá-los, mas Lois diz para eles pararem, ou eles não irão ao McDonald's após a missa. Peter diz que eles ainda poderiam ir ao McDonald's, contudo, não deixaria Chris pedir suas batatas fritas em tamanho gigante ou Meg soprar sua torta de maçã para esfriar.
Bonnie convida Lois para as aulas de Tae-jitsu, onde ela rapidamente avança para a faixa preta. Depois de entrar em uma briga com um turista que é quebrado por Lois somente por um único soco, Peter explora a habilidade da esposa para enviar todos os turistas de volta. Isso faz com que Lois se torne agressiva o bastante para desafiar e ganhar do seu professor.
A vitória sobre seu professor faz Lois ficar agressiva, tanto que ao beijar Peter, agarra-o pela virilha e afirma que ele é de sua posse. Ela estupra o marido, que fica com medo da própria mulher.
Na manhã seguinte, Peter se sente emasculado e chora. Enquanto compartilha seus sentimentos com Brian, ele come biscoitos pertencentes a Stewie. Vendo isso, Stewie imediatamente bate no pai com um taco de beisebol. Vendo isso, Lois se culpa por ser um péssimo exemplo, e decide tirar o ódio da família. Stewie mostra que gravou seu discurso em uma fita, mas instantaneamente mostra a si próprio fazendo um programa de rádio.
A terapia da família falha, sem conseguir livrar Stewie da raiva, e então, Brian faz uma tentativa de convencê-los a consumir drogas, dizendo que isso melhoraria o humor, quando na verdade, deu placebo.
A família termina em uma briga. Eles começam a perceber que estavam sendo ridículos ao brigarem, após Peter ficar com sua cabeça presa em um quadro de um traseiro de cavalo, mas quando Stewie amassa a cabeça de Lois com uma cadeira, começam a brigar novamente um com o outro.
Finalmente exaustos, e mostrando gastos e contusões musculares visíveis, eles eventualmente culpam a violência da TV. Peter descobre que o governo não controla a televisão para o fim da violência. Então, culpa "o canal" (FOX) por permitir tal violência no programa, e Lois, nervosamente, avisa a ele para não falar mal do canal, apesar de tudo. Peter não fica com medo, sem pensar que seu orçamento poderia ser cortado. Ele diz que irá para a cozinha tomar cerveja. Então, sai em um movimento de lenta transição.